# カール・ニールセン・エディション
『カール・ニールセン・エディション』（Carl Nielsen-udgaven）は、実用と研究の両用途に使用できるよう音楽文献学の見地からまとめられたカール・ニールセンの作品全集。プロジェクトは資料の多くを有するコペンハーゲンのデンマーク王立図書館の援助の下で1993年に開始された。
1997年に最初の2巻が発表され、それらに続く形で版違いを含めて50を超える巻数が刊行された。『エディション』は2009年に完成、カール・ニールセンの全作品を網羅的に収めて、研究者や音楽家はそれらを改訂学術版の形で手にすることができるようになった。全作品、資料および文献に関する主題別目録は2014年に完成している。
『エディション』の仕事を継続すべく、王立図書館内のDanish Centre for Music Editingは2014年に『カール・ニールセン作品カタログ』（Carl Nielsen Works Catalogue; CNW）を開始した。これは全作品、資料および文献に関する主題別目録のデジタル版であり、同じ作品の版違いも含まれている。